# Cronulla
Cronulla ist ein wohlhabender, am Strand gelegener Vorort von Sydney im Bundesstaat New South Wales von Australien. Mit seinen zahlreichen Surfstränden und Badestellen zieht der Vorort sowohl Touristen als auch Einwohner des Großraums Sydney an. Cronulla liegt 26 Kilometer südlich des zentralen Geschäftsviertels von Sydney, im lokalen Verwaltungsbezirk Sutherland Shire. 2021 lebten hier ca. 18.000 Menschen.

## Geographie
Cronulla befindet sich auf einer Halbinsel, die im Norden von der Botany Bay, im Osten von der Bate Bay, im Süden von Port Hacking und im Westen von der Gunnamatta Bay eingerahmt wird.
Der benachbarte Vorort Woolooware liegt westlich von Cronulla, und Burraneer liegt im Südwesten. Die Kurnell-Halbinsel, der Ort, an dem Kapitän James Cook 1770 zum ersten Mal an der Ostküste landete, erreicht man, wenn man Cronulla auf dem Captain Cook Drive in nordöstlicher Richtung verlässt.

## Geschichte
Cronulla leitet sich vom Aborigine-Wort Kurranulla ab, was im Dialekt der lokalen Aborigines „Ort der kleinen rosa Muschel“ bedeutet. Sie bewohnten die südlichen Gebiete von Sydney. Die Strände wurden vom Landvermesser Robert Dixon benannt, der hier 1827/28 Vermessungen durchführte, und bis 1840 war der Hauptstrand noch als Karranulla bekannt.
Matthew Flinders und George Bass erforschten und kartierten 1796 die Küstenlinie und die Mündung am Port Hacking. Der südlichste Punkt von Cronulla wurde ihnen zu Ehren Bass und Flinders Point genannt. Das Gebiet von Cronulla wurde 1895 unterteilt, und Land wurde für zehn Pfund pro Acre zum Verkauf angeboten. Im Jahr 1899 nannte die Regierung das Gebiet Gunnamatta, was so viel wie „sandige Hügel“ bedeutet. Am 26. Februar 1908 wurde es offiziell in Cronulla umbenannt und Gunnamatta wurde für den Namen der Bucht auf der westlichen Seite verwendet.
Nachdem 1885 die Illawarra-Eisenbahnlinie nach Sutherland gebaut worden war, wurde die Gegend für Picknicks und zum Baden populär und zu einem beliebten Vorort. Im Jahr 2005 war die Strandpromenade von Cronulla Schauplatz von einem weithin bekannt gewordenen Konflikt zwischen Einwanderern aus dem Nahen Osten und lokalen Bademeistern, welche in ethnische Unruhen, die Cronulla Riots, ausarteten. Diese Vorfälle zogen sich über mehrere Tage hin und griffen auch auf andere Gebiete in Sydney über.

## Sehenswürdigkeiten
Cronulla ist eine beliebte Touristenattraktion und lockt viele Strandbesucher aus ganz Sydney an. Der Cronulla Beach verfügt über einen langen Sandstrand, der sich vom Boat Harbour bis nach Nord-Cronulla erstreckt, gefolgt von Felsbecken und einem weiteren Sandstrand in South Cronulla. Daneben gibt es Parks und Einzelhandelsflächen.

## Sport
Der lokale Verein der National Rugby League sind die Cronulla-Sutherland Sharks. Der Club und das Heimspielfeld befinden sich am Captain Cook Drive in Woolooware.
Bis 2016 stellte der Cronulla Sutherland Water Polo Club insgesamt 16 Olympiateilnehmer im Wasserball.

## Infrastruktur
Die Züge der Cronulla-Abzweigung der Illawarra-Linie, die zum Netz von Sydney Trains gehört, enden am Bahnhof Cronulla. Die Cronulla Tunnel Gallery liegt direkt nördlich des Bahnhofs und verbindet die Cronulla Street mit der Tonkin Street.
Cronulla and National Park Ferry Cruises betreibt Passagierdienste rund um Port Hacking und eine regelmäßige Route zwischen Cronulla und Bundeena am Rande des Royal-Nationalparks.